# Macerio pichono
Macerio pichono là một loài nhện trong họ Miturgidae.
Loài này thuộc chi Macerio. Macerio pichono được miêu tả năm 1997 bởi Bonaldo & Antonio D. Brescovit.